# Bahnhof Ellewoutsdijk
Der Bahnhof Ellewoutsdijk (Ewd) ist der ehemalige Bahnhof der Ortschaft Ellewoutsdijk in der niederländischen Provinz Zeeland. Er war Haltepunkt der 1927 von der Spoorweg-Maatschappij Zuid-Beveland (SZB) eingerichteten Ringbahnstrecke Goes – Hoedekenskerke – Goes.
Das Bahnhofsgebäude wurde 1926 etwa 500 Meter nördlich der Ortslage in der Typenbauweise „ZB-Standard“ der SZB errichtet und mit Inbetriebnahme der Strecke am 19. Mai 1927 eröffnet. Nach siebenjähriger Betriebszeit wurde der Bahnhof am 15. Mai 1934 wieder geschlossen.
Der ehemalige Bahnhof besteht aus einem schlichten, rechteckigen Satteldachbau, in dem neben dem Dienstraum auch eine Wohnung untergebracht war. In dessen Verlängerung finden sich noch Reste eines alten Güterschuppens, daneben ein Güterschuppen neuerer Zeit. Die Trasse der Bahnlinie ist noch gut erkennbar, die Gleise wurden jedoch entfernt.
Die Anlage wurde während des landesweiten Projektes zur Inventarisierung von Denkmälern als historisch wertvolles Gebäude eingestuft.